# Jeunesse de France
Pour plus de détails, voir Fiche technique et Distribution.
Jeunesse de France est un court métrage documentaire français de Marc Allégret, sorti en 1968.

## Synopsis
Documentaire sur la jeunesse française, destiné à être présenté à l'Exposition universelle de Montréal.

## Fiche technique
- Titre français : Jeunesse de France
- Réalisation : Marc Allégret
- Scénario : Marc Allégret
- Photographie : Patrice Pouget
- Musique : Jean Baitzouroff
- Production : Pierre Braunberger
- Société de production : Les Films de la Pléiade
- Pays de production :  France
- Langue originale : français
- Format : couleur — 35 mm
- Genre : Documentaire
- Durée : 8 minutes
- Dates de sortie : 
  - Canada : 1967

### Récompenses
- Prix d'honneur par le XI Resena Mundial de los Festivales Cinematograficos, Mexique 1968.